# Cryptocoryne yujii
Cryptocoryne yujii är en kallaväxtart som beskrevs av Bastm. Cryptocoryne yujii ingår i släktet Cryptocoryne och familjen kallaväxter. Inga underarter finns listade.